# Philacra
Philacra là một chi thực vật có hoa trong họ Ochnaceae.

## Loài
Chi Philacra gồm các loài: